# 張鑑文

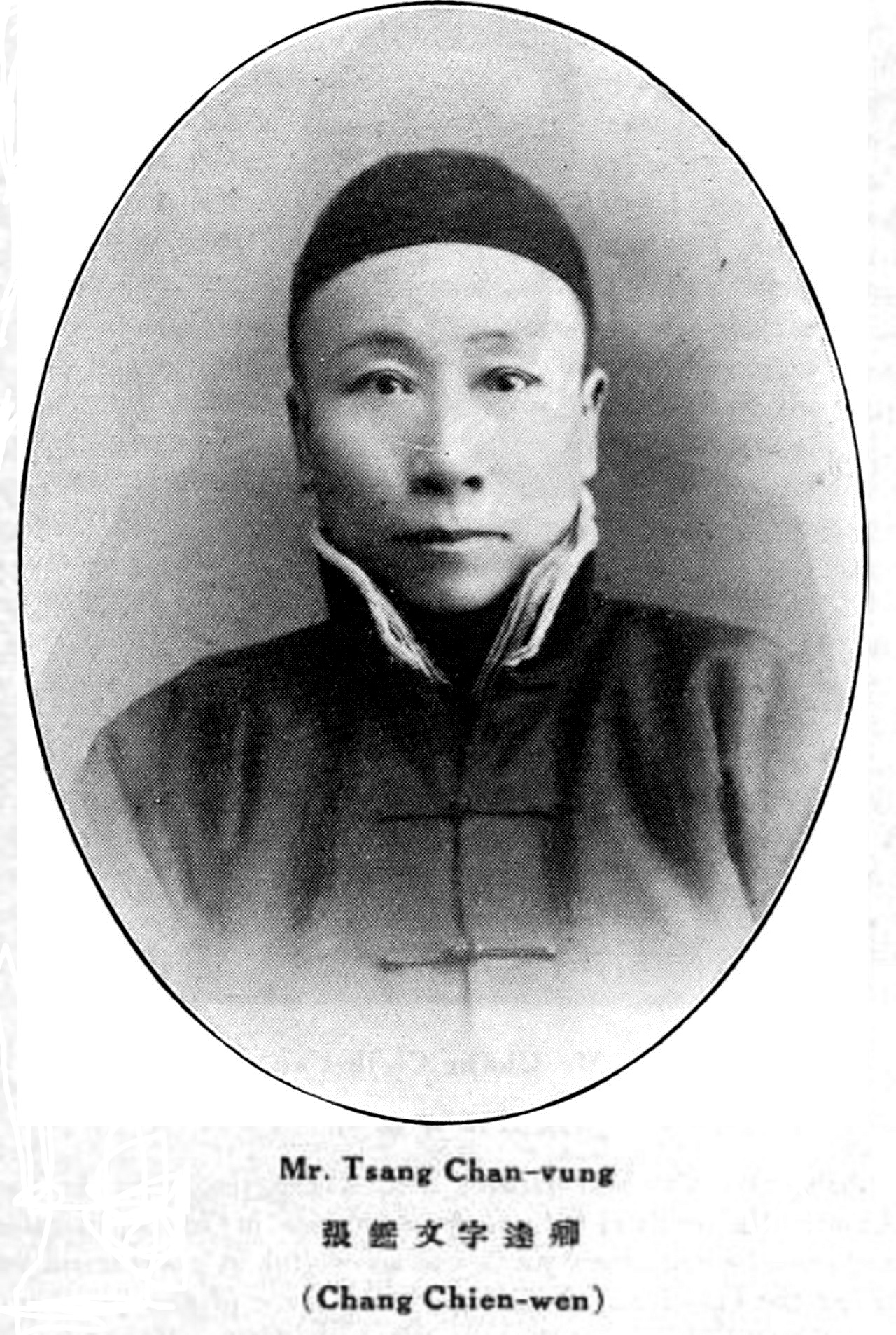
張鑑文

張鑑文（1869年—？），浙江紹興人，中華民國法律師、法官。
早年通過私塾學習法律，1920年，擔任國際混合法庭助理法官，之後成為上海律師事務所成員，并成為當時調停美國、英國、中國、法國、俄羅斯、日本和葡萄牙的專家。